# Hästveda–Karpalunds Järnväg
Hästveda-Karpalunds järnväg (HKJ) är en till större delen nedlagd och uppriven normalspårig järnväg i Skåne. De enda kvarvarande delarna 2011 är Hanaskog-Karpalund för tåg och Broby-Glimminge för dressincykling. Det går inga tåg sedan 2010 och banan måste besiktigas av Trafikverket innan den kan trafikeras. Banan är del av övriga banor i södra Götaland hos Trafikverket.

## Historik
Den normalspåriga banan byggdes av Hästveda - Karpalunds Järnvägsaktiebolag (HKJ) som en förlängning norrut av Gärds Härads Järnväg ("Gärdskan", mot Degeberga och Åhus via Tollarp och Everöd), på initiativ av bland andra greve Raoul Hamilton. Banan gick mellan Hästveda vid Södra stambanan och Karpalund (cirka fem kilometer väster om Kristianstad, vid Skånebanan i Skåne och öppnades för trafik med ångtåg den 16 november 1886. Banan byggdes med en rälsvikt av 17,2 kg/meter, största lutning 13,33 promille och en minsta kurvaradie av 300 meter. Dålig ekonomi gjorde att bolaget såldes till Hästveda - Karpalunds nya Järnvägsaktiebolag 1886. HKJ och tre andra järnvägsbolag gick ihop i Östra Skånes Järnvägar (ÖSJ) 1898. Kristianstad-Hässleholms Järnvägar (CHJ) förvärvade aktiemajoriteten i ÖSJ 1936 och bolagen samförvaltades. Staten köpte ÖSJ 1944 baserat på 1939 års riksdagsbeslut att förstatliga järnvägarna och driften togs över av Statens Järnvägar (SJ).
Den fem kilometer långa sträckan mellan Färlöv och Strö avsedd för bettransporter öppnades för trafik 1 oktober 1899. Från Glimminge Norra gick ett industrispår till Östanå pappersbruk. När man anlade spåret 1917, var spårvidden 600 mm, men det breddades 1947 till normalspår, 1435 mm. År 1989 revs spåret upp.
Persontrafiken Glimminge N - Karpalund upphörde 1969. Samma år lades sträckan Glimminge N - Hästveda ned och rälsen Glimminge N - Hästveda revs upp i april 1985. Stora delar av banvallen på sträckan Glimminge N - Hästveda var 2017 på grund av sly framkomlig enbart till fots eller till häst. 
Godstrafiken på delen Glimminge N - Broby lades ned 1982. Spåren finns kvar och används för dressincykling sträckan Broby-Glimminge. 
På delen Broby-Hanaskog upphörde SJ:s godstrafik 1989/90, för att 1991 återupptas av Sydtåg, för att igen upphöra 1994. Rälsen revs upp 2002, men banvallen från Hanaskog över Knislinge till Broby är sedan 2005 cykelväg. 
SJ:s godstrafik mellan Karpalund och Hanaskog togs 1992 över av Sydtåg på sträckan Kristianstad C - Karpalund - Hanaskog. Sydtåg gick i konkurs 1997 och SJ med efterföljaren Green Cargo tog åter över godstrafiken till Tarkett. Godstransporterna till Tarkett upphörde den 5 maj 2010 då Trafikverket ansåg att efter en lång tids nedsatt underhåll det fanns för stora problem med banan. Godsmängden från Tarkett hade också minskat.
Banans trafik bedömdes tveksam ur ett samhällsmotiv och järnvägsviadukten norr om Bjärlöv var "utdömd". Trafikverket önskade ett beslut om nedläggning av banan inför ombyggnaden av riksväg 19 och tog det första steget i genom att skicka på remiss "Upphörande av underhåll av järnvägen Hanaskog-Karpalund" i början av 2011. 
Banan blev samtidigt borttagen ur lokförarnas handbok. Trafikverket beslutade 2015 att lägga ned banan och avveckling genomfördes 2017.
Delar av bansträckningen genom Hanaskog har föreslagits ombyggd till bussgata.